# Templ

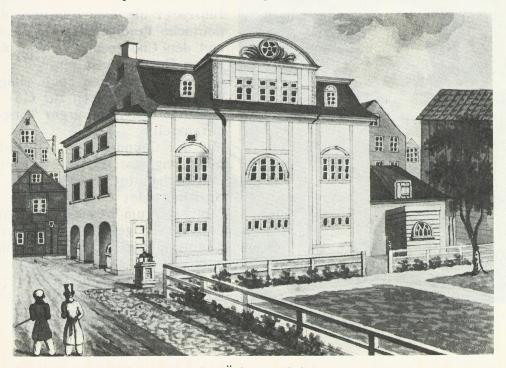
Templ v Hamburku

Templ je označení pro typ synagogy, který se začal stavět v 19. století v souladu s potřebami liturgie reformního judaismu. Prvním templem se stala synagoga v Hamburku, postavená roku 1817.